# 女同學社
女同學社成立於2005年9月，是一個由同志社群創辦和經營的倡議組織（advocacy group），成員包括女同性戀者、男同性戀者、雙性戀者、跨性別人士等LGBT人士，以及對同志友善的異性戀者。創立以來，女同學社致力透過社會行動及文化介入為性小眾充權，包括曾經作為香港國際不再恐同日籌辦單位之一，如今則繼續作為香港同志遊行籌辦單位成員，以及代表參與香港性文化節工作。

## 服務對象
女同學社多年來為女同性戀、男同性戀、雙性戀同志、跨性別人士(四者簡稱LGBT)，以及對同志友善的異性戀者服務，對象並不只局限於生理性別的女生參與，容納不同社會性別、性別認同、性別角色、性傾向、性向认同及自我認同的人士。

## 組織發展
2005年，有「道德塔利班」之稱的明光社及其他基督教右派團體，有見民政事務局進行性傾向歧視情況的民意調查，擔心政府有意訂立《「性傾向歧視條例」》，遂展開一連串高調的反對活動，其中最為矚目的是在同年4月29 日於《明報》刊登四頁全版廣告，載有9,800個個人及構機聯署，但收集簽名的名目卻由反對訂立「性傾向歧視條例」，轉為反對同性婚姻。創社成員有感同志運動欠缺成效昭彰的媒體運用和文化策略，以回應對性小眾愈趨敵意的社會氛圍，所以，在創立之初，便積極利用新媒體釋放的全新空間，抵抗污名，教育公眾，以及壯大社群(empowerment)，並堅持三個信念：創意、自信和超越。女同學社的「校訓」為「明性越禮」，意即明白性的多元面貌，並跨越加諸性的種種規範和限制。
2006年，女同學社獲平等機會委員會資助，舉辦「你們看我們看自己」藝術創作坊 ，利用具創意的藝術手法表達同志處境和心路歷程。2008年，創辦香港首個為同志社群服務的網上電視台「G點電視」。開台短短數年，已經作了接近100段短片，題材廣泛，並利用新媒體介入社會與文化，移風易俗，催生社會變革。2009年，女同學社獲得教育局資助撰寫針對新高中通識科課程的教材，並設立網站讓公眾公開使用，內容主要講解一些有關性議題的關鍵概念，並給予教學計劃及工作紙促進學生思考。鼓勵並支援從多角度探討性取向及性向認同，了解性小眾遭遇的刻板印象、歧視及社會排斥，明白平等機會的重要。

## 政策倡議
成立至今，女同學社曾參與多項政策倡議工作，包括反對設立性罪犯名冊、修訂《淫褻及不雅物品管制條例》的公眾諮詢及《家庭暴力條例》的修訂等。女同學社不但就這些議題製作錄像，還為同志及性權運動提供論述資源。
2009年，將同性伴侶納入《家庭暴力條例》 的爭議進入白熱化階段，基督教右派力圖把議題設定為「同性婚姻」的前哨戰，牽動基督教群體內外的道德憤慨。女同學社於是著手進行法律分析，撰寫《家暴條例修訂的謊言與真相》
，逐點駁斥反對觀點和清楚誤解。

## 社會爭議

### 「同志‧戀人」節目爭議
2006年7月，女同學社執行幹事曹文傑，連同香港女同盟會幹事Connie及阿力，接受香港電台電視節目《鏗鏘集》有關同志戀人的訪問，以向大眾表達同性戀社群所面對的社會壓力及處境。在紀錄片播放後不久，廣管局收到了對該紀錄片的投訴，並開始着手處理有關的投訴。
2007年1月，廣播事務管理局下達並公佈其強烈勸諭裁決，指責香港電台在製作該紀錄片的過程並未能滿足《通用業務守則》中要求紀錄片「持平報道」的準則。廣管局認為，這紀錄片是偏向於鼓吹同性戀和同性婚姻，而且題材敏感，不適合於合家歡時段內播放。同年六月，受訪者之一的女同學社執行幹事曹文傑入稟法院申請進行司法覆核。
2008年5月8日，高等法院夏正民法官為司法覆核作出判決，指廣管局的裁決錯誤理解《通用業務守則》中持平的要求，帶有性傾向歧視，和因而產生對言論自由不合理的干預，所以推翻廣管局的裁決。

### 淫褻物品審裁處不雅爭議
2006年12月，女同學社舉辦「你們看我們看自己」藝術創作坊，但當中一份文字作品的「啜核」二字被淫褻物品審裁處評為不雅內容，由於淫褻物品審裁處以往多只是對影像內容評定為不雅或淫穢，故此有純文字內容被評為不雅，引起傳媒關注，淫褻物品審裁處的評鑑標準被受社會質疑，並被指為黑箱作業及評審主觀。

### 《家庭暴力條例》修訂爭議
由於早在1986年，《家暴條例》已經保障沒有婚姻基礎的異性同居男女，同性伴侶卻沒有獲得有關條例的保障，引起了性傾向歧視的嫌疑。2008年，立法會為《家庭暴力條例》加入「同性同居」的保障作出第二次修訂。明光社及其他以播道會恩福堂為首的基督教右派團體，反對「同性同居」納入《家庭暴力條例》保障範圍之內，並認為只有一男一女、一夫一妻及一生一世的組合才能夠稱之為家庭。故此，女同學社連同香港女同盟會、香港十分一會、午夜藍及還我本色，共同反對有關教會所倡議的家庭定義與觀點，並支持爭取把「同性同居」納入家暴的保障範圍，以補充刑事法在家庭暴力的保障不足。
立法會2009年12月16日三讀通過《2009家庭暴力（修訂）條例草案》，2010年1月1日生效，將同性同居者及前同性同居者納入《家庭暴力條例》的保障範圍，讓同居關係一方，不論同性或異性，可向法院申請強制令，免受另一方的騷擾。條例同時更名為《家庭及同居關係暴力條例》。

### 《淫褻及不雅物品管制條例》檢討爭議
2009年7月，商務及經濟發展局推出《齊享健康資訊：請參與「淫褻及不雅物品管制條例檢討」》的諮詢文件。 女同學社認為在保障青少年免受所謂「不良資訊」影響的同時，亦需保障他們獲取有用及健康資訊的權利，尤其是關乎性健康及性教育的資訊，並在照顧青少年的同時，也應保障成人在獲取一切合法的資訊時免受阻礙。政府不應被一些保守團體利用，讓淫管機制成為打壓性小眾社群言論自由及表述自我的工具。為此，女同學社引發起《色情無害．查禁無理》運動，引起社會關注。

## 社會福利署拗直課程爭議
2011年6月17日，同志社群得知香港社會福利署邀請「新造的人協會」 主席暨精神科醫生康貴華，向社工開班親授「輔導同志青少年講座」，當中涉及向青少年宣傳把同性戀「改變」成為異性戀的訊息(「拗直治療」)，故此女同學社成員以彩虹行動名義對社署的做法進行抗議。
2011年6月23日，「新造的人協會」主席暨精神科醫生康貴華與女同學社執行幹事曹文傑受香港電台邀請在節目進行電話辯論，當中康貴華指出自己除了身為精神科醫生之外，亦是分辨精神病與「鬼上身」的專家，結果被質疑其醫生專業。

## 德育及國民教育科諮詢爭議
2011年中，教育局開展對德育及國民教育科的諮詢活動，其中社會對有關課程的國民教育部份展開熱烈討論。女同學社有見有關課程的德育教育部份受到社會忽略，故此開始對諮詢文件內容展開研究及討論。女同學社發現有關諮詢文件充滿對性小眾的偏見及歧視，當中就以教育局為學生製作的「愛人愛己」承諾書最受關注，為德育及國民教育科的諮詢活動開拓更全面的資訊方向。

## 國際不再恐同日
國際不再恐同日（International Day Against Homophobia，簡稱IDAHO或idahomophobia），日期為每年的5月17日。希望喚醒世人關注對同性戀的恐懼，因性傾向及性別認同，而產生一切加在肉體上及精神上的暴力及不公平對待。女同學社曾為2005至2009年國際不再恐同日－香港區遊行的籌辦團體之一。

## 香港同志遊行
香港同志遊行 是男同志、女同志、雙性戀及跨性別人士，LGBT，在香港每年一屆舉行之遊行活動。秉承「自傲」精神，邀請海外內的男同志、女同志、雙性戀及跨性別，LGBT，以及同志友善組織及人士參與，不論其種族、性與性別、性傾向、年齡、膚色、宗教、國籍、任何傷殘及HIV/AIDS狀況。女同學社同時為2008、2009及2011年香港同志遊行籌辦團體之一。

## 香港性文化節
香港性文化節是香港性教育會自 2006 年開始舉辦之活動，以促進本地及鄰近地區的性健康教育發展，讓市民認識到性的各範疇及不同性觀念。2008年，香港性文化節及澳門成人博覽會更加首次合辦2008港澳性文化節，以貫徹影響力逐步擴及鄰近地區的宗旨。同時，香港家庭計劃指導會及女同學社亦有代表參與2006、2007、2008、2010及2011年香港性文化節的籌辦工作。

## 華人拉拉聯盟
華人拉拉聯盟由來自中國大陸、香港、澳門、臺灣、美國等地的拉拉組織及個人組成，成員包括女同志、雙性戀及跨性別人士，LGBT，為現今最大海內外以華人拉拉為定位的協作平臺。2011年，女同學社代表參與華人拉拉聯盟 - 香港區的成員工作。

## 外部連結
- 女同學社網頁（页面存档备份，存于）
- G點電視網頁（页面存档备份，存于）
- 女同學社FacbookPages專頁 （页面存档备份，存于）
- G點電視FacbookPages專頁（页面存档备份，存于）
- 香港同志遊行2011 網頁（页面存档备份，存于）